# Olenecamptus olenus
Olenecamptus olenus är en skalbaggsart som beskrevs av Charles Joseph Gahan 1904. Olenecamptus olenus ingår i släktet Olenecamptus och familjen långhorningar.
Artens utbredningsområde är:
- Botswana.
- Zimbabwe.

Inga underarter finns listade i Catalogue of Life.